# Alpino (F 594)
Alpino (F 594) je protiponorková fregata Italského námořnictva, která je v aktivní službě od roku 2016. Jedná se o pátou jednotku italské třídy Carlo Bergamini.

## Stavba lodi
Dne 13. prosince 2014 se v továrnách Fincantieri v La Spezii uskutečnilo slavnostní spuštění lodi na vodu za přítomnosti Nicoly Latorreho, předsedy senátní komise pro obranu, náčelníka ministerstva obrany admirála Luigiho Binelliho Mantelliho, náčelníka štábu vojenského námořnictva admirála Giuseppe De Giorgiho, náčelníka štábu armády generálporučíka Claudia Graziana a různých zástupců ANMI.

## Výzbroj

### Protilodní a protiponorková výzbroj
Alpino je proti hladinovým válečným lodím a ponorkám vyzbrojena jedním 127mm lodním kanónem Otobreda, dvěma 76mm lodními kanóny OTO Melara, dvěma dálkově ovládanými 25mm automatickými kanóny Oerlikon KBA, osmi vypouštěcími kontejnery pro čtyři protilodní střely Teseo Mk 2 a čtyři protiponorkové rakety MILAS. Dále ještě loď disponuje dvěma trojitými torpédomety pro 324mm torpéda MU90 Impact.

### Protiletadlová výzbroj
V rámci protivzdušné obrany je fregata Aplino vyzbrojena jedním šestnáctinásobným vertikální odpalovacím zařízením Sylver A50 pro protiletadlové řízené střely Aster 15 nebo Aster 30.

## Galerie

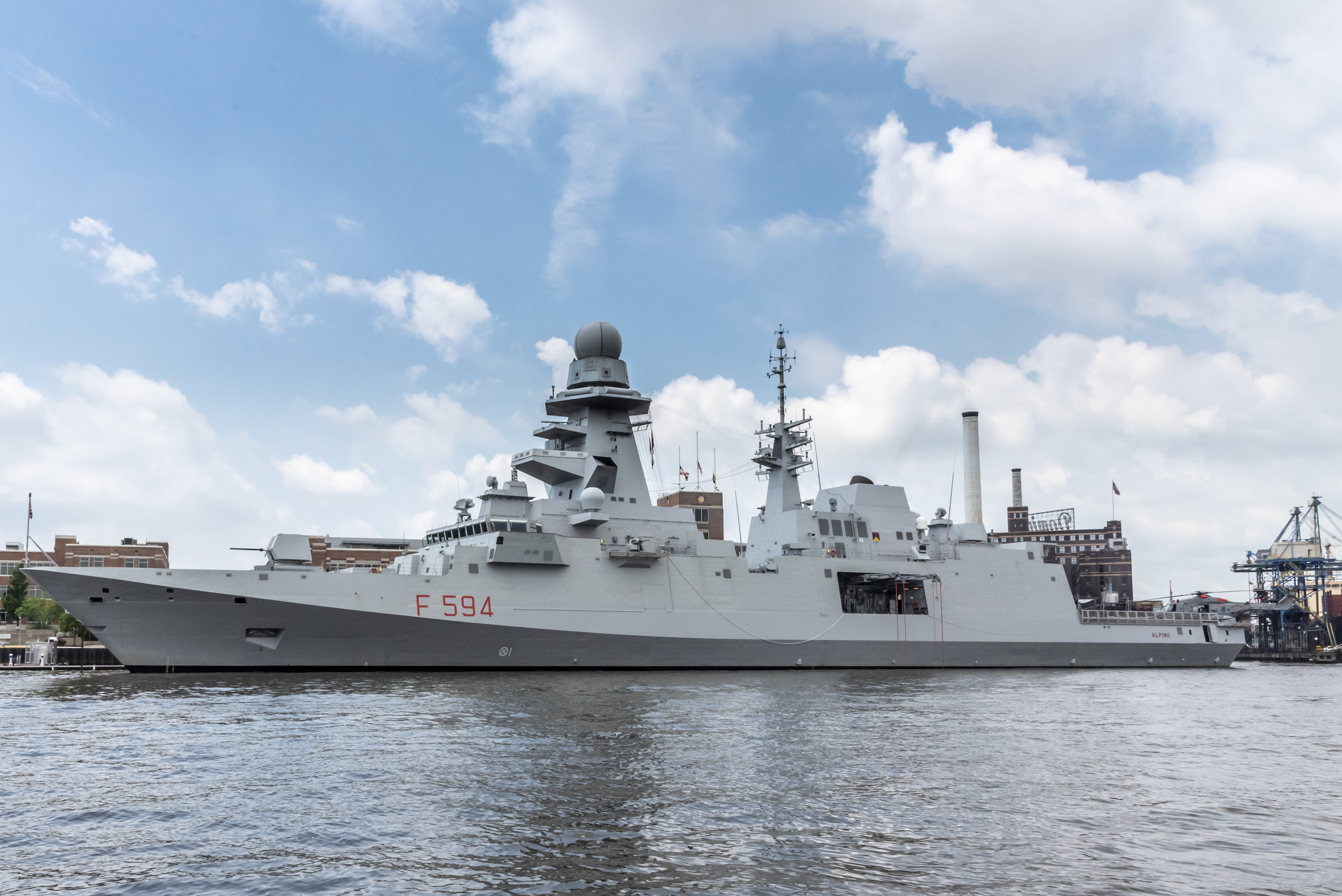
Alpino v přístavu Baltimore v roce 2018
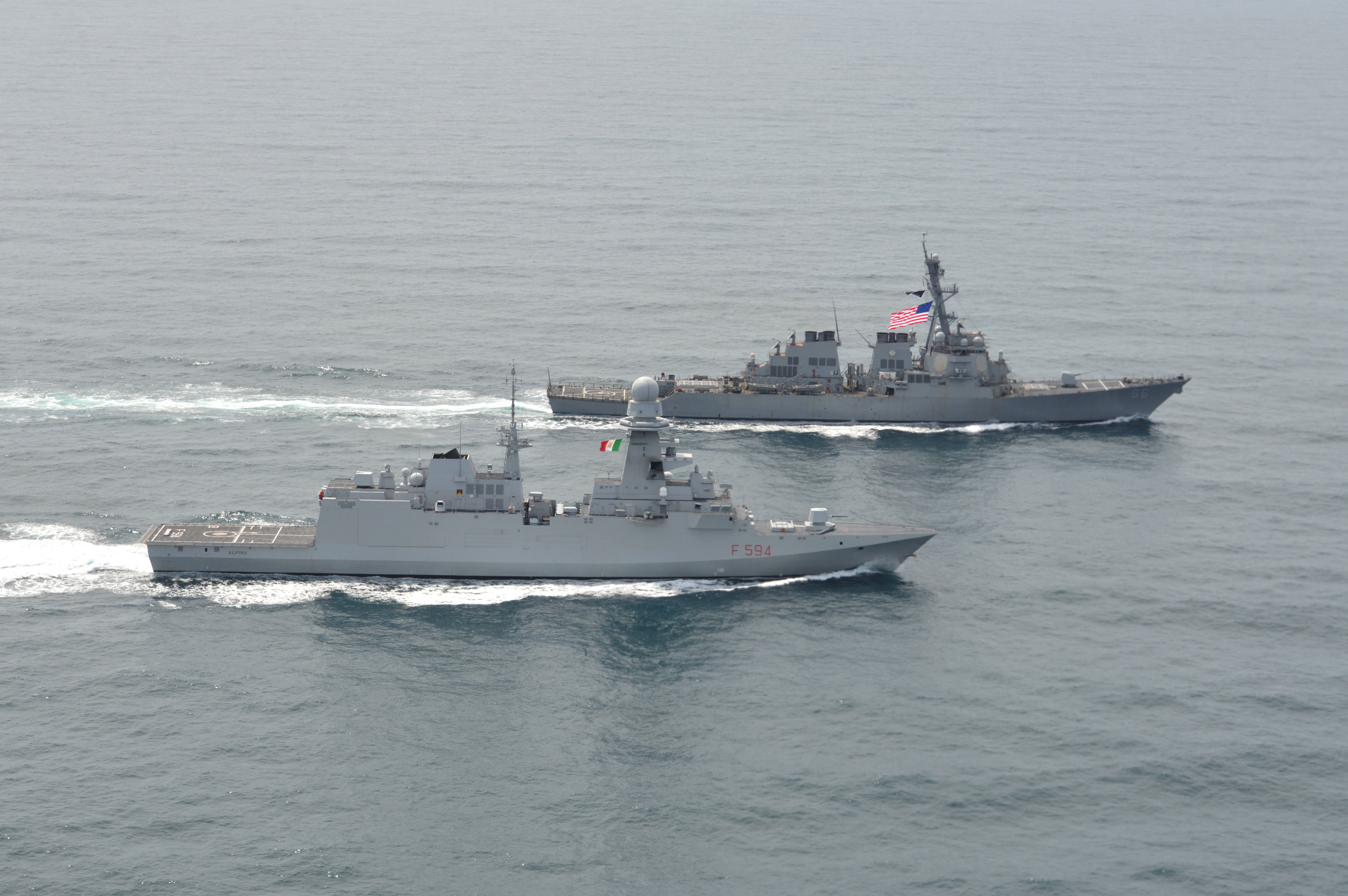
Italské fregata Alpino (F 594) vedle amerického torpédoborce USS Gonzalez (DDG-66) v Atlantiku v roce 2018
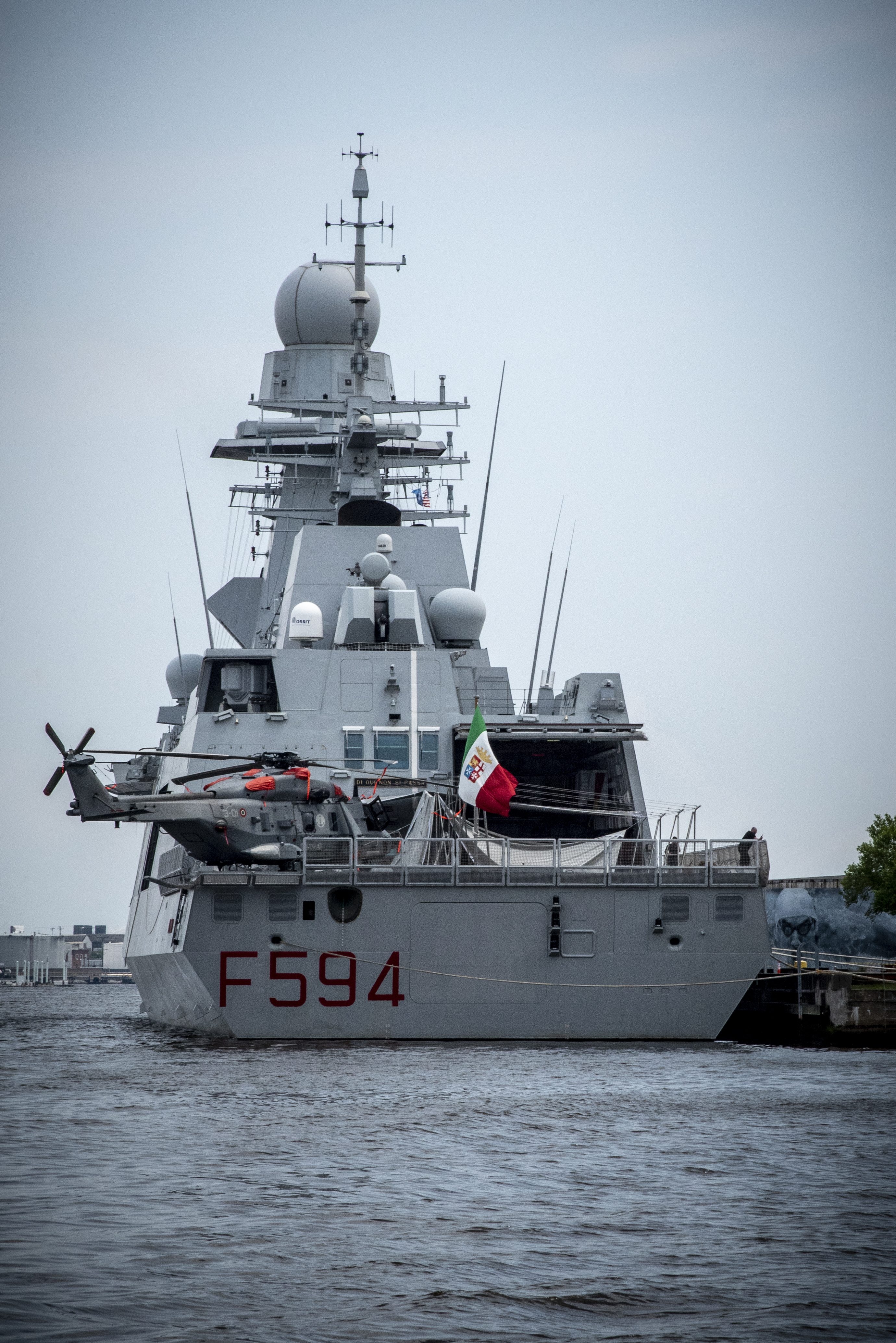
Pohled na přistávací plochu a hangár